# Hieronymus Tilesius
Hieronymus Tilesius (* 20. November 1529 in Hirschberg, Fürstentum Schweidnitz; † 17. September 1566 in Mühlhausen/Thüringen) war ein deutscher lutherischer Theologe und Reformator von Mühlhausen und Eger, Königreich Böhmen.

## Leben
Tilesius stammt aus dem seit etwa 1380 in Schlesien ansässigen adligen Geschlecht der Tilisch von Tilenau. Da die Familie sehr kinderreich war, verfolgten viele Nachkommen den Adelsbezug nicht weiter und etablierten sich im bürgerlichen Milieu Schlesiens. Sein Vater war der Hirschberger Bürgermeister Melchior Tilisch von Tilenau und seine Mutter die Bürgermeistertochter Anna (geb. Winkler). Anfänglich besuchte er die Schule seiner Heimatstadt. Mit fünfzehn Jahren wurde er Schüler des berühmten schlesischen Lehrers Valentin Trotzendorf, welcher zu jener Zeit das Gymnasium in Goldberg leitete. Dieser ermunterte Tilesius ein Studium an einer Hochschule zu absolvieren.
Daraufhin zog er zum Sommersemester 1548 an die Universität Leipzig, wo er sich immatrikulierte. Das Studium begann an der philosophischen Fakultät, wobei ihn Georg Joachim Rheticus mit den naturwissenschaftlichen Themen und Bernhard Ziegler mit sprachlichen Studien vertraut machten. So angeleitet erwarb er sich im Sommersemester 1549 das Baccalariat der Philosophie und im Wintersemester 1552 den Magistertitel der Sieben freien Künste. Ziegler riet ihm, sich dem Studium der Theologie zu widmen. Daher versah er an der Leipziger Nikolaikirche eine Predigerstelle und erwarb sich 1554 den akademischen Grad eines Baccalaurus der Theologie.
Noch im Jahr 1554 wechselte er als Oberpfarrer an die Zörbiger Stadtkirche St. Mauritius. Am 28. November 1555 trat er eine Stelle als Oberpfarrer und Superintendent in Delitzsch an, welche er im Ende September 1557 mit der Stelle als Superintendent und Oberpfarrer an der St. Blasiikirche in Mühlhausen tauschte. Tilesius bewirkte, nach gegenreformatorischen Bestrebungen, die Wiedereinführung der evangelischen Grundsätze in der Stadt. Hierbei stand vor allem die Neuorganisation des Gemeinde- und Schulwesens im Vordergrund seiner theologischen Tätigkeit. Aber nicht nur in Mühlhausen wurde er aktiv.
Im böhmischen Eger hatte man auch seine Dienste benötigt, wozu er von Mühlhausen vom 19. November 1564 bis zum 18. Februar 1565 beurlaubt wurde. Durch seine 34 in Eger gehaltenen evangelischen Predigten trug er wesentlich zur Einführung der evangelischen Lehre bei. Daher wird er in der allgemeinen Literatur auch als Reformator von Mühlhausen und Eger geführt. In seiner letzten Lebenszeit widmete er sich der Herausgabe des Dietrich Schernbergs Spiel von Frau Jutten, welches 1565 in Eisleben erschien. Es behandelt die Fabelthematik der Päpstin Johanna.
Nach seinem Tod errichtete man ihm in der Marienkirche zu Mühlhausen ein Epitaph. 1569 schuf Lucas Cranach der Jüngere für ihn ein Epitaphiengemälde Christus am Kreuz, welches auch seine Familie darstellt.

## Familie
Tielesius hatte sich etwa 1554 mit Sibylla von Böldigk († 14. Januar 1606 in Mühlhausen), der Tochter des Pfänners in Groß-Salze Andreas von Böldeck, verheiratet. Aus der Ehe stammen zehn Kinder. Von den Kindern kennt man:
1. So. Benjamin Tilesius (* 1558 in Delitzsch; † Ende März 1620 in Mühlhausen) Wint.-Sem. 1576 Uni. Leipzig, Dr. jur., 1588 bis 1604 Syndicus Mühlhausen, 1616 Kanzler Eisenach, verh. 28. Februar 1587 mit Gertrud Mehler (auch Meler; * 7(8). November 1566 in Mühlhausen; † 30. Juni 1616 ebd.), To. d. Bürgermeisters Mühlhausen Johann Mehler und der Anna Ilsung († 9. Februar 1591 Mühlhausen)[4], verh. II. Christina N.N.
2. So. Hieronymus Tilesius (* Mühlhausen; † Wien) Som.-Sem 1575 Uni. Jena, Dr. jur., beim Duell erstochen,
3. To. Ottilie Tilesius (begr. 16. Juni 1637 in Mühlhausen) verh. 22. September 1589 mit dem Pfarrer in Seebach Mag. Martin Dickel (* 1563 in Seebach; † 11. Dezember 1638 ebd.)
4. To. Anna Tilesius verh. 30. August 1580 mit dem Pfr. Udersleben Samuel Starck (* 15. Oktober 1556 in Quedlinburg; † kurz vor 13. November 1582 Udersleben (Pest)) verh. II. am 28. April 1589 mit dem Diakon und späteren Superintendenten in Mühlhausen Heinrich Gallus (* 1538 in Kronach; † 17. November 1605 in Mühlhausen)
5. So. Melchior Tilesius (* 18. März 1564 in Mühlhausen; † 26. September 1640 in Langensalza) Schule Mühlhausen, Gotha und Eisleben; Som.-Sem. 1582 Uni. Jena, Som.-Sem. 1584 Uni. Leipzig, Som.-Sem. 1585 Bacc. phil. ebd., Wint.-Sem. 1587 Mag. phil. ebd., 17. Juni 1588 Uni. Wittenberg, 29. Januar 1589 Uni. Helmstedt, 1590 Uni. Marburg (ngw.), 20. Februar 1592 Konrektor Mühlhausen, 28. Februar 1597 Rektor Langensalza, 13. November 1597 Diak. St. Stephan ebd., 1599 Subst. des Opfr. M. Markus Brettschneider (* 1533 in Chemnitz; † 4. Dezember 1604 in Langensalza) ebd., 30. August 1605 Opfr. und Sup. ebd., verh. I. 11. Juni 1593 mit Catharina Schwellenburg (* 1. April 1574 in Mühlhausen; † 4. Oktober 1625 in Langensalza), Tochter de Bürgermeisters in Langensalza Sebastian Schwellenburg und der Ottilia Reinhard[5], verh. II. 23. April 1627 mit Maria Losekamm († vor 26. September 1640 in Langensalza), Witwe des Kammerschreibers in Langensalza Johannes Stüler, Tochter des Ratskämmerers in Langensalza Erasmus Losekamm
6. So. Heinrich (Henricus) Tilesius (* Februar 1565 in Mühlhausen; † 4. Januar 1604 in Eger) Som.-Sem. 1582 Uni. Jena, Wint.-Sem. 1586 Uni. Leipzig, 25. November 1591 Dr. jur. Uni. Marburg, 15. September 1595 Syndicus & Insp. der Schulen Eger, verh. 1592 mit Regina Conrad, der Tochter des Handelsmanns in Leipzig Sebastian Conrad, die Witwe des Mag. Christoph Figel (auch: Vigelius; Prof. Astronom. und jur.) (aus der Ehe stammen 4. Sö. & 3. Tö.; 2. Tö. † jung vor Vater)
7. So. Emanuel Tilesius (* Mühlhausen, † 14. Oktober 1591 Mühlhausen) Wint.-Sem. 1578 Uni. Leipzig, Lehrer Gym. Mühlhausen, verh. 22. Juli 1584 mit Dorothea[6], die Tochter des Hans Kriegsfeld, Sie verh. II. 29. Januar 1593 mit dem Ackerbauern und Ratsherrn Matthäus Zellmann